# ミシェル・アエビシェール
- ミシェル・エビッシャー
- ミシェル・アエビッシャー
- ミシェル・エビシェア

ミシェル・アエビシェール（Michel Aebischer、1997年1月6日 - ）は、スイス・フリブール出身のサッカー選手。セリエA・ピサSC所属。ポジションはMF。スイス代表。

## 経歴

### クラブ
2013年よりBSCヤングボーイズの下部組織に所属し、2016年9月10日、FCルツェルンとのリーグ戦でトップチームデビューを果たした。トップチーム2シーズン目の2017-18シーズンからクラブはリーグ戦3連覇を達成し、2020-21シーズンには公式戦出場100試合を記録した。
2022年1月25日、セリエAのボローニャFCに2021-22シーズン終了までのローンで加入。ローン契約には買取オプションが付帯しており、シーズン終了後に完全移籍に移行した。
2025年8月3日、ピサSCに期限付き移籍。ローン契約には一定の条件を満たした場合に買取義務が発生する条項が付帯している。

### 代表
2019年11月18日、UEFA EURO予選のジブラルタル代表戦にて、85分にルベン・バルガスとの途中交代でスイス代表初出場を飾った。

## 代表歴

### 出場大会
- スイス代表
  - 2022 FIFAワールドカップ
  - UEFA EURO 2024

### 試合数
2024年6月15日現在
- 国際Aマッチ 21試合 1得点（2019年 - ）[6]

| スイス代表 | 国際Aマッチ | 国際Aマッチ |
| 年         | 出場        | 得点        |
| ---------- | ----------- | ----------- |
| 2019       | 1           | 0           |
| 2020       | 2           | 0           |
| 2021       | 4           | 0           |
| 2022       | 6           | 0           |
| 2023       | 3           | 0           |
| 2024       | 5           | 1           |
| 通算       | 21          | 1           |

### 得点
| # | 開催日        | 開催地                                 | 対戦国     | スコア | 結果 | 大会           |
| - | ------------- | -------------------------------------- | ---------- | ------ | ---- | -------------- |
| 1 | 2024年6月15日 | ケルン、ラインエネルギーシュタディオン | ハンガリー | 2-0    | 3-1  | UEFA EURO 2024 |

## タイトル

### クラブ
BSCヤングボーイズ
- スーパーリーグ : 3回 (2017-18, 2018-19, 2019-20)
- スイス・カップ : 1回 (2019-20)